# 亚历山德拉·梅泽尔遇害案
亚历山德拉·梅泽尔遇害案（瑞典國內稱作HVB遇刺案）发生于2016年1月25日。遇害者亚历山德拉·梅泽尔（英語：Alexandra Mezher）是一名庇护中心的员工，22歲，黎巴嫩裔基督徒，在瑞典默恩达尔为无家可归的未成年人提供庇護的庇护中心里被一名男性难民刺杀。袭击者最初被确定为来自索马里的15岁男性，但后来确定他至少18岁。

## 背景
2015年瑞典接受了160,000多份庇护申请，其中包括35,400名无人陪伴的未成年难民。
发生袭击事件的庇护中心位于哥德堡附近，安置抵达瑞典的14至17岁且没有成年监护人的未成年寻求庇护者。该中心由“HVB生活北欧”（英語：HVB Living Nordic）拥有和经营，HVB生活北欧有四个“护理或生活之家”（HVB-hem，譯作英文為Homes for Care or Living），默恩达尔中心是其中之一。
庇护中心的工作人员曾向雇主表示过安全方面的担忧。梅泽尔本人也曾对她的母亲表示过担忧，作为这些24岁以下“大块头”的监护者。然而直到该杀害案之后的2016年3月，对职业安全和健康违法行为的初步调查才得以开始。
袭击发生前不久，国家警察局局长丹·埃利亚松要求增加4100名新员工和警察以应对避难中心增长的安全需求，实施驱逐難民的政策，并保护国家免受恐怖主义的侵襲。

## 刺杀
事件起初据称是嫌疑犯企图用一把属于庇护中心的刀自杀。梅泽尔是袭击发生时该中心唯一的工作人员，在中心被刺伤，后来被送往医院，伤势严重。后来不治身亡。该中心收容了十一名年轻人的其中两名居民，帮助制服了袭击者。一名男性居民也被嫌疑人刺伤，但设法避免了重大伤害。
警方在三天内没有公布有关袭击者身份的信息，之后他们表示已经确定犯人是來自索马里的一名15岁青年尤賽夫·卡里夫·努烏爾（英語：Youssaf Khaliif Nuur）。2月11日，瑞典报纸《哥德堡邮报》报道，瑞典移民局在拒绝袭击者的居留权申请时判定他年满18岁或更大。根据刺杀案的檢察官称，体检表明他是成年人。瑞典国家法医委员会的精神病学评估结果表明，袭击者可能患有心理障碍，并建议在审判前进行更全面的评估。
斯德哥尔摩市警察局局长托马斯·威斯汀（Thomas Westin）称此次谋杀案是“高调的犯罪”。

## 受害人
受害人是黎巴嫩出生22岁的亚历山德拉·梅泽尔，根据她的表兄弟称，她在袭击前几个月起在中心工作，出于对“行善”的渴望。

## 善后
瑞典首相斯蒂凡·洛夫文探望了袭击现场。他后来对瑞典广播电台说，他“相信瑞典有相当多的人感到非常担心，瑞典收到如此多的（寻求庇护的）儿童和青年时，可能会有更多此类案件。”在刺杀案的第二天，《快报》的一篇社论呼吁驱逐犯罪的移民。此次袭击引发人们对瑞典庇护中心过度拥挤的状况的担忧，以及成年移民利用瑞典法律欺诈登记为未成年人的可能性。

## 审讯
2016年5月，袭击者被控谋杀梅泽尔，并企图谋杀在庇护中心的另一名居民。 根据指控书，梅泽尔被刺伤三次，然后逃到另一个房间，其中一处刺伤使大腿血管破裂，导致严重失血。 当时袭击者有自杀倾向，据称他在袭击发生时试图自杀。2016年8月，他被判处精神病治疗，并向梅泽尔的家人支付300,000瑞典克朗的赔偿金。如果出院，他也将被驱逐出境并被禁止在2026年之前返回瑞典。上诉后，上诉法院除了将驱逐出境延长至2031年，维持了这一判决。